# Sova (protipartyzánská operace)
Sova (rusky Сова́, německy Eule) byl krycí název pro trestnou protipartyzánskou operaci kárných sil ve Vitebské a Mohylevské oblasti v okupovaném Bělorusku probíhající ve dnech 3. září – 7. září 1942. Operace byla součástí většího operačního plánu a jejím předchůdcem byla operace Greif a následovala ji operace Rys.

## Výchozí podmínky a cíle operace
Operace s krycím názvem Sova byla jednou z mnoha protipartyzánských operací prováděných nacistickými jednotkami na okupovaných územích SSSR během druhé světové války. Tato operace probíhala v září 1942 v okupovaném Bělorusku a jejím cílem bylo omezit operační možnosti partyzánů, kteří představovali významnou hrozbu pro německou okupační správu.
Byla pokračováním předchozí kárné operace Greif a součástí širšího plánu velení Skupiny armád Střed na vyčištění oblasti od partyzánů a pacifikaci území podél železničních tratí Barysaŭ – Smolensk, Vitebsk – Smolensk a Vitebsk – Orša. Hlavní vojenské akce byly naplánovány v okolí měst Talačyn, Kruhlaje a Škloŭ. Cílem této operace byla likvidace partyzánské brigády Čekist.
Velitelé partyzánské brigády Čekist byli vysazeni na padácích dne 3. listopadu 1941. Vlastní brigádu se jim podařilo zformovat v květnu 1942. Příslušníci brigády útočili na policejní stanice, dařilo se jim ničit menší posádky a komplikovat zásobování německých vojsk, a to jak po železnici, tak i narušováním nucených odvodů potravin od místních obyvatel. Do léta 1942 se jim dařilo unikat pokusům o zničení. Do srpna 1942 bojovníci partyzánské brigády vyhodili do vzduchu 30 lokomotiv, 307 vagonů s vojenskou technikou, zničili 14 plošin s tanky a dělostřelectvem.

## Nasazené síly

### Německé okupační síly
Do akce byly nasazeny následující jednotky:
- 203. bezpečnostní[pozn. 1] divize Wehrmachtu (německy 203. Sicherungs-Division (Wehrmacht)), jíž velel generálmajor Gottfried Barton[8],
- 638. pěchotní pluk LVF (francouzsky Légion des Volontaires Français contre le Bolchévisme)[pozn. 2][9]
- tanková, protiletadlová a dělostřelecká podpora,
- vzdušný průzkum,
- operativní řízení SD[10].

Bezpečnostní divize obecně nebyly plně vybavené ani početně silné jako standardní bojové divize. Jejich početní stav se pohyboval obvykle v rozmezí 5 000 až 6 000 mužů. Tyto divize byly často tvořeny méně kvalitními jednotkami včetně starších vojáků nebo těch, kteří nebyli vhodní pro frontovou službu.

### Sovětské síly
Operací byla zasaženy následující partyzánská brigáda:
- partyzánská brigáda Čekist (rusky Чекист), jejímž velitelem byl Gerasim Alexejevič Kirpič[pozn. 3]  (rusky Кирпич Герасим Алексеевич), 800[pozn. 4] osob.[6] V době provedení operace měla mít necelých 2 000[5] bojovníků.

## Průběh operace
Hlavní úder byl směřován na Racevské lesy, které se rozkládají 10-12 kilometrů jižně od města Kochanovo (rusky Коханово) v oblasti vesnice Racevo (rusky Рацево) v Talačynském okrese, kde byla dislokována partyzánská brigáda Čekist. Dne 3. září 1942 s podporou tanků a obrněných vozidel zahájil 3. prapor německých sil útok z měst Škloŭ a Kruhlaje. Útok probíhal severním směrem a německé jednotky se snažily partyzány zatlačit do obklíčení směrem k železniční trase Talačyn – Kochanovo (rusky Коханово). Na konci dne 3. září 1942 byly kárnými jednotkami obsazeny vesnice Ulanovo (rusky Уланово) a Dudakoviči (rusky Дудаковичи). U vesnice Staroselje (rusky Староселье) se strhla první bitva s partyzány. Kvůli nedostatku munice byli partyzáni nuceni ustoupit na sever k vesnici Olchovka (rusky Ольховка). Partyzáni ustupovali před kárnými silami do lesa, kde měli k obraně příhodnější podmínky.
Dne 4. září 1942 se velení sovětské partyzánské brigády rozhodlo rozdělit síly do dvou skupin a pokusit se prorazit obklíčení přes silnici a železnici na úseku Barysaŭ – Orša. Čtyři oddíly vedené velitelem Gerasimem Alexejeviče Kirpičem úspěšně prorazily německé linie v oblasti vesnice Podběrezje (rusky Подберезье) v okolí města Talačyn. Podařilo se jim přesunout se do blízkosti vesnice Stajsk (rusky Стайск) v okolí města Lepel.
Druhé skupině, pod velením A. S. Nikitčenka (rusky А.С.Никитченко), se nepodařilo prolomit obklíčení a byla vytlačena do Kruhlajské oblasti, kde se spojila s 8. partyzánskou brigádou.
Operace Sova skončila 7. září 1942.

## Výsledky operace
Hlavní síly partyzánů se vyhnuly obklíčení a pokračovaly v útocích na důležité komunikační linie nepřítele. Podle dalšího pramene byli zabiti velitelé oddílů a skupina utrpěla těžké ztráty. V dubnu 1943 se brigáda vrátila do Racevských lesů, což by naznačovalo, že naopak německá operace byla úspěšná a partyzány z oblasti vyhnala.
Na základě udání místních obyvatel byly zničeny 3 partyzánské základny. V průběhu celé operace bylo zničeno celkem 11 partyzánských základen. Byla ukořistěna 4 děla, 2 protitanková děla, 3 automobily, 1 motocykl, 1 polní kuchyně a 3 bedny granátů.